# Harkhebi (cratera)

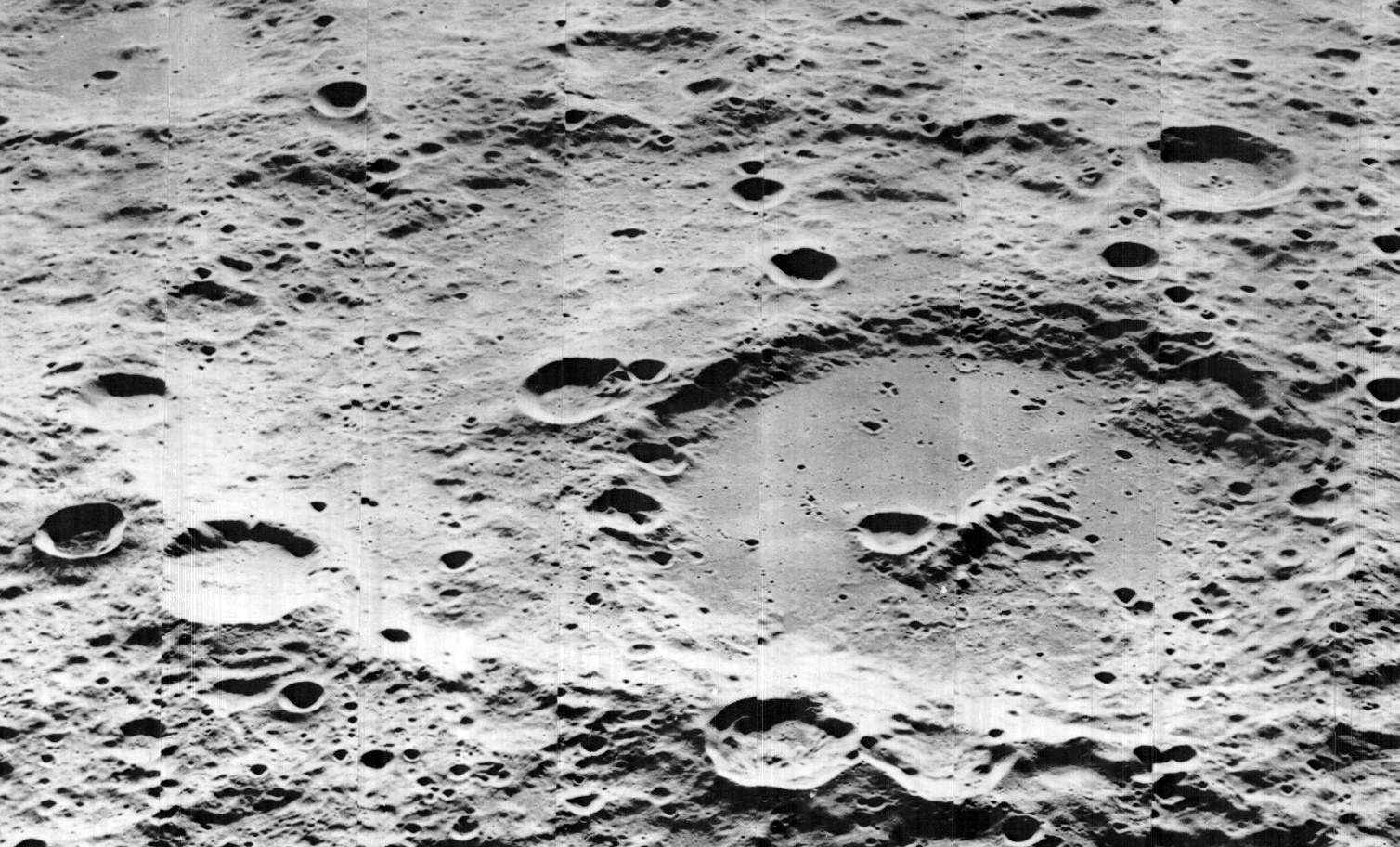
Imagem oblíqua da Orbita Lunar 5, voltada para o oeste

Harkhebi é uma grande cratera de impacto lunar da categoria denominada planície murada, do outro lado. Metade da cratera ao norte-nordeste é coberta pela planície murada Fabry , uma grande formação por direito próprio.  Anexado à borda noroeste está a muito menor cratera Vashakidze .  Para o sudoeste encontra-se Vestine , e ao sul está Richardson . 
O que sobrevive da borda externa de Harkhebi é desgastado e corroído por impactos, deixando pouco da formação original intacta.  A sudeste, seções da borda são cobertas pelas crateras de satélite Harkhebi J e Harkhebi K. O restante da borda tem uma forma irregular, criando um arco de cristas escarpadas, incisões e pequenas crateras.  A maior parte do piso interior também é irregular e irregular em alguns locais, embora um pouco menos do que o terreno circundante.  Várias pequenas crateras em forma de tigela estão espalhadas pelo chão interior, incluindo Harkhebi H ao lado da margem sul de Fabry. 
Apenas a sudeste de Harkhebi está a jovem cratera Giordano Bruno , uma formação com um albedo relativamente alto situado no centro de um sistema de raios .  Raias desse material de raio se espalham por várias partes do piso interior de Harkhebi, e uma das raias cobre o chão do sudeste para o noroeste. 
Antes da nomeação formal em 1979 pela IAU ,  esta cratera era conhecida como Bacia I. 

## Crateras satélites
Por convenção, essas características são identificadas em mapas lunares colocando-se a letra ao lado do ponto médio da cratera mais próximo de Harkhebi. 
| Harkhebi | Latitude | Longitude | Diâmetro |
| -------- | -------- | --------- | -------- |
| H        | 39,3 ° N | 99,8 ° E  | 30 km    |
| J        | 37,4 ° N | 103,4 ° E | 40 km    |
| K        | 35,7 ° N | 100,8 ° E | 27 km    |
| T        | 40,1 ° N | 95,7 ° E  | 16 km    |
| U        | 40,8 ° N | 97,0 ° E  | 18 km    |
| W        | 43,5 ° N | 95,7 ° E  | 17 km    |